# Euphorbia capsaintemariensis
Euphorbia capsaintemariensis ist eine Pflanzenart aus der Gattung Wolfsmilch (Euphorbia) in der Familie der Wolfsmilchgewächse (Euphorbiaceae). Benannt ist die Art nach ihrem Fundort, der in der Nähe von Cap Saint Marie liegt.

## Beschreibung
Die sukkulente Euphorbia capsaintemariensis bildet flache Sträucher aus. Aus einer knolligen und sich verzweigenden Wurzel entspringen an der Oberseite sehr eng stehende Triebe, die bis 10 Zentimeter lang werden. Die flach liegenden und silbrigen Triebe sind zylindrisch geformt und erreichen einen Durchmesser von 5 bis 10 Millimeter. Sie sind mit sehr vielen Blattnarben besetzt. Die Blätter stehen in Rosetten an den Triebenden und werden bis 25 Millimeter lang und 8 Millimeter breit. Sie sind dicklich und bilden auf der Oberseite eine Rinne aus. Die fast sitzenden Blätter haben einen gewellten Rand und sind rötlich grün gefärbt. Die papierartigen Nebenblätter sind borstig und fallen ab.

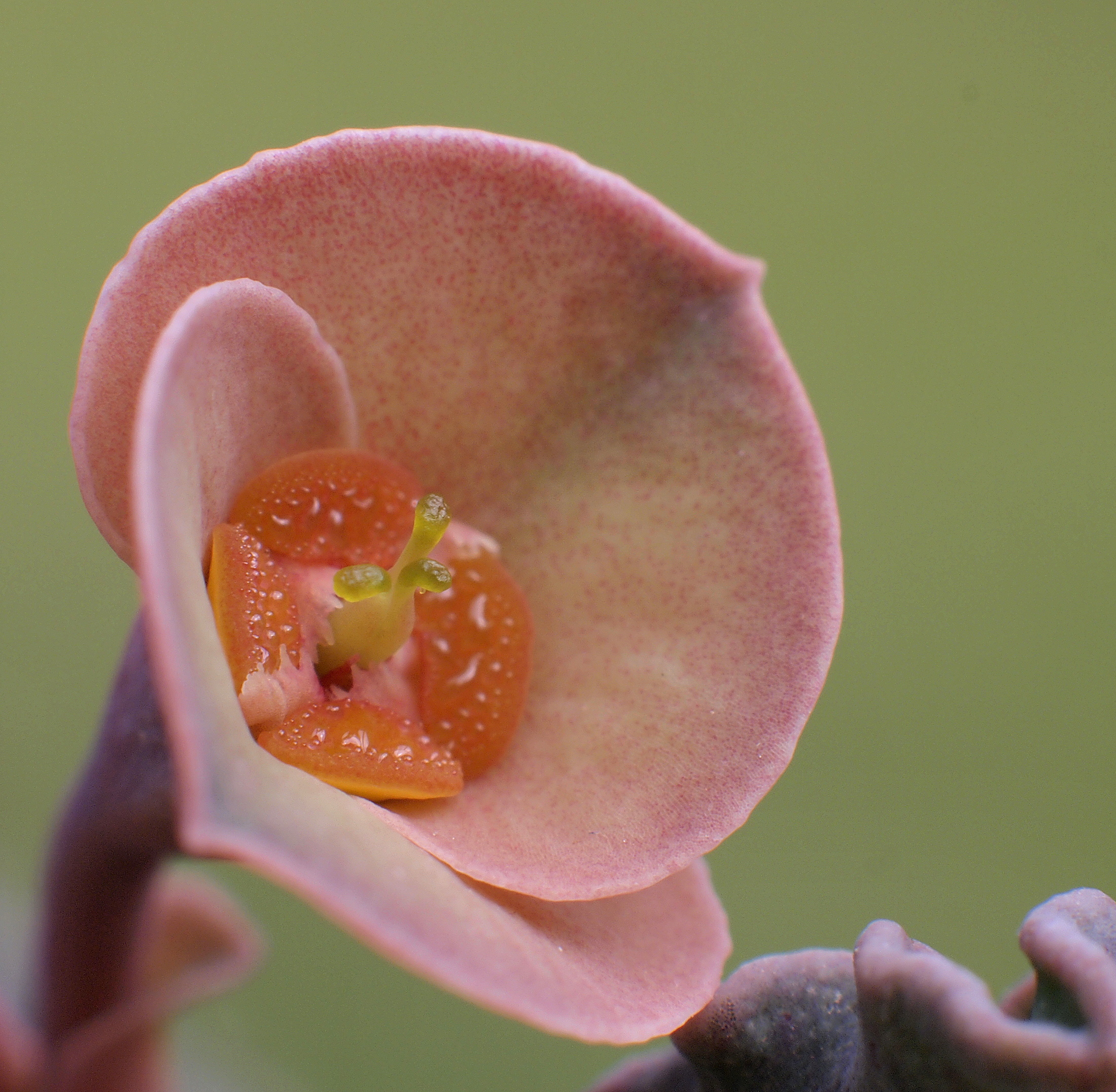
Blütendetail

Der Blütenstand besteht aus nahezu endständigen Cymen, die ein- bis zweifach gegabelt sind. Sie stehen aufrecht an etwa 5 Millimeter langen Blütenstandstielen. Die ausgebreiteten Cyathophyllen sind eiförmig-spitz geformt, werden 3 Millimeter breit und 5 Millimeter lang und sind grünlich rosa gefärbt mit roten Rändern. Die fast sitzenden Cyathien werden bis 5 Millimeter im Durchmesser groß. Die elliptischen Nektardrüsen sind orange gefärbt. Die stumpf gelappte Frucht wird etwa 5 Millimeter im Durchmesser groß und ist fast sitzend. Die Oberfläche ist winzig papillös.
Bewurzelte Sprosse bilden keine neue unterirdische Knolle aus.

## Verbreitung und Systematik
Euphorbia capsaintemariensis ist im Süden von Madagaskar, auf kalkhaltigen Böden in Höhenlagen von 100 Meter verbreitet.
Die Art steht auf der Roten Liste der IUCN und gilt als vom Aussterben bedroht (Critically Endangered).
Euphorbia capsaintemariensis gehört zur Sektion Goniostema der Untergattung Euphorbia. Die Erstbeschreibung der Art als Euphorbia cap-saintemariensis erfolgte 1970 durch Werner Rauh.